# Safia nyctichroa
Safia nyctichroa är en fjärilsart som beskrevs av George Francis Hampson 1913. Safia nyctichroa ingår i släktet Safia och familjen nattflyn. Inga underarter finns listade.